# Silvio Pietroboni
Silvio Pietroboni (ur. 9 marca 1904 w Mediolanie, zm. 18 lutego 1987 tamże) – włoski piłkarz. Brązowy medalista olimpijski z Amsterdamu.
Był wieloletnim piłkarzem Interu Mediolan (Ambrosiany), gdzie grał w latach 1921-1932. Był mistrzem Włoch w 1930. W reprezentacji Włoch po raz pierwszy zagrał w 1927 w meczu z reprezentacją Portugalii. W 1928 znalazł się w składzie brązowych medalistów igrzysk w Amsterdamie, wystąpił w dwóch meczach turnieju. Ostatni raz zagrał w 1929, łącznie rozgrywając 11 spotkań w kadrze.